# Rozoy-le-Vieil
Rozoy-le-Vieil település Franciaországban, Loiret megyében. Lakosainak száma 398 fő (2022. január 1.). Rozoy-le-Vieil Le Bignon-Mirabeau, Bazoches-sur-le-Betz, Ervauville, Mérinville és Pers-en-Gâtinais községekkel határos.

## Népesség
A település népessége az elmúlt években az alábbi módon változott:
| Lakosok száma | 120  | 182  | 235  | 349  | 416  | 426  | 418  | 410  | 405  | 398  |
|               | 1968 | 1982 | 1990 | 2006 | 2013 | 2015 | 2017 | 2019 | 2020 | 2022 |